# Harrisville (Australia)
Harrisville – miasto w Australii, w stanie Queensland.